# Serenus
Serenus („heiter, klar, ruhig“; verwandt mit altgriechisch ξηρός ‚trocken‘) ist ein antiker römischer Beiname, der in späterer Zeit auch als christlicher Tauf- und Vorname Verwendung fand.

## Varianten
Die weibliche Form des Vornamens ist Serena (im Vulgärlateinischen beeinflusst von Sirena > Serena, altfranzösisch Seraine, französisch Sereine, rätoromanisch Seraina).
- deutsch Serenus
- lateinisch Serenus
- italienisch Sereno
- französisch Serein
- frankoprovenzalisch Serain
- spanisch Sereno

## Namensträger
(in chronologischer Reihenfolge)
- Numerius Vibius Serenus, römischer Prokonsul der Hispania ulterior zur Zeit von Tiberius, 23 n. Chr. wegen sittlicher Vergehen (ob atrocitatem morum) auf die Insel Amorgos verbannt, 24 n. Chr. von seinem gleichnamigen Sohn staatsfeindlicher Umtriebe und eines Komplotts gegen Tiberius angeklagt
- Annaeus Serenus († um 63 n. Chr.), römischer Philosoph, Höfling Neros und Verwandter Senecas, der ihm zwei seiner Werke (De tranquillitate animae, De constantia sapientis) widmete
- Gaius Iulius Serenus, römischer Offizier (Kaiserzeit)
- Lucius Terentius Serenus, römischer Offizier (Kaiserzeit)
- Tiberius Claudius Serenus, römischer Offizier (Kaiserzeit)
- Titus Tettienus Serenus, römischer Senator
- Septimius Serenus, ein römischer Dichter des 2. Jahrhunderts, Verfasser von Opuscula ruralia, die seit dem 8. Jahrhundert verschollen und nur noch durch Zitate bekannt sind.
- Zwei Märtyrer mit dem Namen Serenus zählten zum engeren Kreis der Schüler des Origenes, die in Alexandria während der Christenverfolgungen des Septimius Severus zu Beginn des 3. Jahrhunderts das Martyrium erlitten, Gedenktag 28. Juni.
- Serenus Sammonicus († wohl 211), römischer Antiquar, Schriftsteller und Prinzenerzieher am Hof von Septimius Severus
- Serenus Sammonicus, Sohn des Vorigen, Freund Gordians des Älteren, vermachte seinem Schüler Gordian dem Jüngeren nach seinem Tode seine Bibliothek.
- Quintus Serenus (um 250?), Verfasser eines medizinischen Lehrgedichts (Liber medicinalis), das von der Überlieferung dem jüngeren oder älteren Sammonicus Serenus zugeschrieben wurde.
- St. Serenus von Sirmium (Anfang 4. Jahrhundert), Märtyrer, Gedenktag 23. Februar
- Serenus von Antinoupolis (4. Jahrhundert), in älterer Literatur auch Serenus von Antissa genannt, Mathematiker und Verfasser von Schriften über den Zylinder- und Kegelschnitt
- Serenus Bischof von Maximianopolis (heute Schaqqa in der syrischen Provinz As-Suwaida), 451 genannt als Teilnehmer am Konzil von Chalcedon
- Serenus von Marseille, 599/600 Bischof von Marseille und wegen seiner ikonoklastischen Haltung von Gregor dem Großen brieflich ermahnt, nach einer späteren Überlieferung auf der Rückkehr von einer Romreise im norditalienischen Biandrate verstorben und dort seit dem 17. Jahrhundert als Heiliger und Schutzpatron verehrt, Gedenktag 2. August
- St. Serenus von Metz oder von Chantemerle (bei Épernay), Eremit des 7. Jahrhunderts, Gedenktag 2. Oktober
- Serenus Zeitblom: eine Hauptperson im Roman Doktor Faustus von Thomas Mann